# Die letzte Patrouille (1953)
Die letzte Patrouille ist ein US-amerikanischer Kriegsfilm aus dem Jahr 1953 von Owen Crump, in dem die Rollen mit echten Soldaten besetzt wurden.

## Handlung
Während 1953 in Panmunjeom schwierige Friedensverhandlungen im Gange sind, wird der Zug der amerikanischen Easy-Kompanie unter der Führung von Lieutenant Roy Thompson Jr. angewiesen, eine Patrouille zum Red Top zu schicken, einem hohen Berg, von dem das US-Militär vermutet, dass er sich in feindlicher Hand befindet. Der nüchterne Thompson wählt dreizehn Männer für die Patrouille aus, darunter Sergeant Elliott, einen draufgängerischen Soldaten, zu dem Thompson eine schwierige Beziehung hat, und der südkoreanische Gefreite Kim, dessen Frau kurz vor der Geburt eines Kindes steht. Nachdem sich die Männer marschbereit gemacht haben, erklärt ihnen Thompson, dass ihre Mission darin besteht, sich den Westhang des Berges hinaufzuschleichen und Informationen über feindliche Aktivitäten zu sammeln. 
Als die Soldaten ihren Marsch beginnen, fragen sich viele von ihnen laut nach dem Zweck der Mission und sind zuversichtlich, dass bald ein Friedensvertrag unterzeichnet wird. Als Kim ein Feld überquert, entdeckt er einen Bauern, den er kennt, und eilt zu ihm, um mit ihm zu sprechen, was ihm einen Verweis von Thompson einbringt. Der Bauer rennt in ein nahe gelegenes Dorf, die Patrouille setzt ihren Weg fort und weicht dabei Artilleriefeuer aus. Das Artilleriefeuer nimmt zu, und Elliott schlägt vor, dass sie einen anderen Weg den steilen Berghang hinauf nehmen. Unterwegs stoßen sie auf zwei tote chinesische Soldaten, von denen sie befürchten, dass sie Zeit gehabt haben könnten, die Position der Patrouille per Funk zu melden, bevor sie erschossen wurden. Der Bauer findet unterdessen Kims schwangere Frau im Dorf und sagt ihr, dass es Kim gut geht und er bald nach Hause komme. Im Bataillonshauptquartier in Panmunjeom sind die Offiziere besorgt, weil sie nichts von der Easy-Kompanie gehört haben, und lassen ihren Funker die Position der Patrouille überprüfen. Es kommt die Nachricht, dass die Kompanie sich schnell auf Red Top zubewegt, was die Offiziere beruhigt. In den Bergen trifft die Patrouille unterdessen auf zwei britische Soldaten, einer von ihnen verletzt, die in die entgegengesetzte Richtung unterwegs sind. Der unverletzte Soldat warnt die Amerikaner, dass der Weg mit Minen gesäumt ist, und bietet an, ihnen den Weg zu zeigen. Er führt die Kompanie zu der Stelle, an der sein Kamerad verwundet wurde, und kehrt dann um. Thompson ist sich bewusst, dass noch weitere Minen vor ihm liegen, und befiehlt Kim und einem anderen Soldaten, an die Spitze der Linie zu gehen, wo sie vorsichtig mit Messerspitzen nach vergrabenen Minen suchen. Einer Mine wird nur knapp entgangen, aber als ein Soldat die Klippe hinunterstolpert, stößt er gegen eine weitere Mine und wird getötet. 
Derweil diskutieren in Panmunjeom die Kriegskorrespondenten Powell und Bateman über die ins Stocken geratenen Friedensverhandlungen. Bateman widerspricht Powells zynischer Sichtweise des Prozesses, während der ältere Powell Bateman als naiv bezeichnet. Als Bateman erfährt, dass Powell einst ein Idealist wie er war, aber nach seiner Berichterstattung über den Friedensvertrag von Versailles verbittert wurde, gibt er gegenüber Powell zu, dass er zu vertrauensselig ist, während Powell zugibt, dass seine Erfahrungen ihn als Journalist voreingenommen gemacht haben. 
Während einer Flussüberquerung wird die Patrouille der Easy-Kompanie von Scharfschützen angegriffen und ein Mann verwundet. Thompson befiehlt Elliott und seinem Freund, Sergeant First Class Albert Cook, die Scharfschützen zu umkreisen und zu orten. Elliott und Private Wright kommen hinter die feindlichen Soldaten und erschießen sie. Am Fuße des Red Top, als das Artilleriefeuer plötzlich zunimmt, erhält Thompson die Nachricht, dass 300 chinesische Soldaten in der Gegend gesichtet wurden. Thompson ist überzeugt, dass Red Top von den Chinesen kontrolliert wird und lässt einige seiner Männer zurück, um Deckung zu bieten und die Verwundeten zu versorgen. Dann führt er den Rest den Berg hinauf. Im Tal unten sehen sie die chinesischen Truppen und funken ihre Position an das Hauptquartier. Armee, Marine und Luftwaffe koordinieren eine Reaktion zu Land und in der Luft. Am Red Top klettert die Patrouille weiter den Berg hinauf, während sie sich mit dem Feind heftige Gefechte liefert. Thompson wird getroffen, weigert sich jedoch, sich von Elliott retten zu lassen. Kim verfolgt einen chinesischen Scharfschützen und wird getötet. Augenblicke später treffen Flugzeuge der Marine und der Luftwaffe ein und beginnen, Bomben auf die chinesischen Truppen abzuwerfen, während Panzer der Armee den Berg beschießen. Thompsons Patrouille nimmt schließlich Red Top ein, der siegreiche Leutnant und Elliott gestehen widerwillig ihren gegenseitigen Respekt. Nachdem der Waffenstillstand unterzeichnet ist, freuen sich die überlebenden Soldaten darauf, nach Hause zu gehen, während Kims Frau ihren neugeborenen Sohn umarmt und Powell und Bateman hoffnungsvolle Berichte über einen dauerhaften Frieden schreiben.

## Hintergrund
Die meisten Schauspieler im Film waren Laien, Soldaten der Siebten Infanteriedivision. Laut Werbematerial in den Copyright-Aufzeichnungen des Films wählte Regisseur Owen Crump, der während des Zweiten Weltkriegs Assistent des Leiters der „First Motion Picture Unit“ war, die Darsteller aus einer Reihe aktiver Soldaten aus. Die gesamte Handlung und der Dialog waren nicht einstudiert. Crump erklärte den Männern jede Szene, die sich dann im Lauf der Zeit Dialoge ausdachten. Crump und ein sechsköpfiges Kamerateam drehten zwischen Juni und Oktober 1953 ungefähr 140.000 Fuß Film (ca. 42.600 Filmmeter) mit zwei 3D-Kameras, die auf Schützenpanzern des Typs M39 montiert waren. Laut Werbematerial wurde die eigentliche Unterzeichnung des Waffenstillstands in Panmunjeom von Crump aufgezeichnet und im Film verwendet.
Nach einer Preview der Motion Picture Association (MPAA) Mitte November 1953 wurde dem Film die Freigabe verweigert, da der Dialog mehrere Flüche und Schimpfworte enthielt. Regisseur Crump erwiderte, er habe lediglich „versucht, einen ehrlichen Film zu drehen, in dem die Soldaten nicht wie Helden oder Pfadfinder klingen würden. Wir haben viele Schimpfwörter weggelassen.“ Die anstößigen Wörter wurden herausgeschnitten, die MPAA stellte vor der Weltpremiere des Films ein Zertifikat aus. Nachrichtenberichten zufolge nahm General Mark W. Clark, der ehemalige Oberbefehlshaber des Fernostkommandos der Vereinten Nationen, an der Premiere sowie an besonderen militärischen Eröffnungen in Los Angeles, Washington, D.C., Boston und Philadelphia teil.
Das Orchester wurde von Lucien Cailliet, Manuel Emanuel, Paul Marquardt und George Parrish geleitet.

## Veröffentlichung
Die Premiere des Films fand am 24. November 1953 in New York statt. In der Bundesrepublik Deutschland kam er am 30. April 1954 in die Kinos, in Österreich im Mai 1954.

## Kritiken
Bosley Crowther von der The New York Times nannte den Film eine robuste, haarsträubende Darstellung der Rauheit der Fußsoldaten. Gefilmt im 3D-Verfahren, was in diesem Fall überflüssig und störend sei, handele es sich um eine bewundernswerte Arbeit der Filmberichterstattung, die im Bereich Fakt-Fiktion der offiziellen Kriegsdokumentation "This Is Korea!" ebenbürtig sei, die vor zwei Jahren veröffentlicht wurde.
Das Lexikon des internationalen Films schrieb: „Ungewöhnlicher Kriegsfilm ohne Stars, der den Anstrich besonderer Authentizität hat, auf rechtfertigende Propaganda aber nicht verzichtet.“